# هایلیگنبلوت آم گروسگلوکنر
هایلیگنبلوت آم گروسگلوکنر (به آلمانی: Heiligenblut am Großglockner) یک منطقهٔ مسکونی در اتریش است که در ناحیه اشپیتال آن در دراو واقع شده‌است. هایلیگنبلوت آم گروسگلوکنر ۱٬۰۲۲ نفر جمعیت دارد.

## خواهرخوانده
شهر فریدریشرودا خواهرخواندهٔ هایلیگنبلوت آم گروسگلوکنر هست.